# Crângurile (gmina)
Crângurile – gmina w południowej Rumunii, w okręgu Dymbowica.
W skład gminy wchodzi 8 miejscowości: Bădulești (siedziba gminy), Crângurile de Jos, Crângurile de Sus, Pătroaia-Deal, Pătroaia-Vale, Potlogeni-Vale, Rățești i Voia. Według stanu na rok 2011 liczyła 3394 mieszkańców, zaś w roku 2021 jej liczebność wynosiła 3399 mieszkańców.